# Aas Akademie für Arbeits- und Sozialrecht
aas Akademie für Arbeits- und Sozialrecht ist eine Bildungseinrichtung in Deutschland zur Weiterbildung von Personen aus Betriebsrat, Personalrat, Schwerbehindertenvertretung und Jugend- und Auszubildendenvertretung.

## Geschichte
Als ehemalige Betriebsräte haben Hans-Peter Bleyl und Jörg Reiniger die aas 1990 in Herten gegründet. Da der Hertener Firmensitz zu klein für die rund 50 Mitarbeiter wurde, zog die aas 2018 von Herten nach Gelsenkirchen in den Nordsternpark. Die neuen Räumlichkeiten der aas befinden sich in der ehemaligen Lohnhalle der alten Zeche Nordstern. Nach der Stilllegung der Zeche 1993 wurde das Betriebsgelände grundsaniert und in einen Landschaftspark verwandelt; 1997 fand im Park die Bundesgartenschau statt.
Von Anfang an stand das Lernen unter der Leitung fachlich kompetenter und didaktisch versierter Referenten im Mittelpunkt. Heute führen mehr als 250 Referenten Seminare zu 170 unterschiedlichen Themenbereichen um die Betriebsratsarbeit an ca. 55 Seminarorten durch.

## Unternehmen
In den Seminaren werden unter anderem folgende Themen behandelt: Betriebsverfassungsgesetz, Arbeitsrecht, Organisation und Management des Betriebsrats, Datenschutz und Digitalisierung, Arbeitszeit und Arbeitszeitgestaltung, Aufgaben, Rechte und Pflichten des Betriebsrats, besondere Arbeitnehmergruppen (Branchen), Kündigung – Personalabbau – Umstrukturierung, Sozialrecht und demografischer Wandel, Sozialversicherungsrecht, Arbeits- und Gesundheitsschutz, Psychische Gesundheit, Mobbing, Arbeitsstress und Suchtprävention, Kommunikation, Öffentlichkeitsarbeit und Konfliktlösung, Ausschüsse und weitere Gremien, Wirtschaftsausschuss und Aufsichtsrat.
Die Schulungen wenden sich an Betriebsratsmitglieder, Betriebsratsvorsitzende und ihre Stellvertreter, Mitglieder von Gesamtbetriebsrat, Konzernbetriebsrat und Europäischem Betriebsrat, Ausschüssen, Arbeitnehmervertreter im Aufsichtsrat, Personalratsmitglieder, Mitglieder der Jugend- und Auszubildendenvertretung sowie Vertrauensperson der Schwerbehinderten und ihr Stellvertreter.
Unter den Referenten sind Richter aus der Arbeits- und Sozialgerichtsbarkeit, Rechtsanwälte und Fachjuristen für Arbeitsrecht, Betriebsverfassungsrecht und Sozialrecht, Kommunikationstrainer, Fachleute aus den Bereichen Arbeits- und Gesundheitsschutz, Datenschutz, Kommunikation und Öffentlichkeitsarbeit, Psychische Gesundheit und Mobbing, Wirtschaftsausschuss, Jugend- und Auszubildendenvertretung, Schwerbehindertenvertretung.
Die aas strebt die Wissensvermittlung von Inhalten um die Betriebsratsarbeit an. Darunter vertreten sind Themen wie die Betriebsratswahl, das Betriebsrätegesetz sowie aktuelle Entscheidungen und Urteile des Bundes- und des Landesarbeitsgerichts.